# Job 29
Job 29 es el vigesimonoveno capítulo del Libro de Job en la Biblia hebrea o el Antiguo Testamento del Cristianismo . El libro es anónimo; la mayoría de los estudiosos creen que fue escrito alrededor del siglo VI a. C. Este capítulo recoge el discurso de Job, que pertenece a la sección Diálogo del libro, y comprende Job 3:1–Job 31:40.

## Comentarios previos a 26:1-31:40
El extenso discurso de Job no se presenta como respuesta a sus amigos, lo que se refleja en la introducción: «Continuó su discurso» —literalmente, su «poema» o «narración»—, en contraste con el habitual «intervino» o «respondió». Se trata de un monólogo que enlaza los diálogos infructuosos con los discursos divinos (38,1–41,26), precedidos por la intervención de Elihú (32,1–37,24). Estas palabras, impregnadas de sentimiento y pasión, preparan la teofanía, entendida no como solución teórica a los dilemas de Job, sino como un encuentro personal capaz de calmar sus inquietudes más hondas. Incluso en las secciones más reflexivas, la referencia a Dios permanece constante como único interlocutor.
El contenido se organiza en tres capítulos: primero, el recuerdo nostálgico de la prosperidad pasada (cap. 29); luego, el lamento por el presente marcado por la soledad y el sufrimiento (cap. 30); finalmente, la confesión de inocencia (cap. 31), expresada con un patetismo extremo y con los desafíos más intensos dirigidos a Dios.

## Texto
El texto original está escrito en lengua hebrea. Este capítulo se divide en 25 versículos.

### Testimonios textuales
Algunos manuscritos antiguos que contienen el texto de este capítulo en hebreo pertenecen al Texto masorético, que incluye el Códice de Alepo (siglo X) y el Codex Leningradensis (1008). Se encontraron fragmentos que contienen partes de este capítulo en hebreo entre los Rollos del Mar Muerto, incluyendo 4Q100 (4QJobb; 50–1 a. C.) con los versículos 15–17 conservados.

## Análisis
La estructura del libro es la siguiente:
- El prólogo (capítulos 1-2)
- El diálogo (capítulos 3-31)
- Los veredictos (32:1-42:6)
- El epílogo (42:7-17)

Dentro de la estructura, el capítulo 29 se agrupa en la sección Diálogo con el siguiente esquema:
- La maldición y el lamento de Job (3:1-26)
- Primera ronda (4:1-14:22)
- Segunda ronda (15:1-21:34)
- Tercera ronda (22:1-27:23)
- Interludio: poema sobre la sabiduría (28:1-28)
- Resumen de Job (29:1-31:40)
  - La antigua prosperidad de Job (29:1-25)
    - Las antiguas bendiciones de Job (29:1-6)
    - El antiguo honor de Job (29:7-10)
    - El antiguo papel de Job en la administración de la justicia (29:11-17)
    - Las expectativas de paz de Job (29:18–20)
    - La prominencia de Job en la comunidad (29:21–25)

  - El sufrimiento actual de Job (30:1–31)
    - Cómo habría visto Job a sus burladores (30:1–8)
    - Los ataques de sus enemigos (30:9-15)
    - Dios es el causante de sus sufrimientos actuales (30:16-19)
    - Acusación a Dios (30:20-23)
    - Retirada a la desesperación (30:24-31)

  - La defensa final de Job (31:1-40)
    - Su rechazo de la lujuria (31:1-4)
    - Su negación de la falsedad y el engaño (31:5-8)
    - Su evitación del adulterio (31:9-12)
    - Su cuidado por sus siervos (31:13-15)
    - Su rectitud en el trato con los pobres y marginados (31:16-23)
    - Su rechazo a adorar al dinero u otros dioses (31:24-28)
    - Inocente de diversos delitos (31:29-34)
    - La petición a Dios de que responda (31:35-37)
    - Su trato justo de la tierra (31:38-40)

La sección del diálogo está compuesta en formato poético, con una sintaxis y una gramática distintivas. Al final del diálogo, Job resume su discurso en una revisión exhaustiva (capítulos 29-31), en la que el capítulo 29 describe la antigua prosperidad de Job, el capítulo 30 se centra en el sufrimiento actual de Job y el capítulo 31 esboza la defensa final de Job. Toda la parte está enmarcada por el anhelo de Job de restaurar su relación con Dios (Job 29:2) y el desafío legal a Dios (Job 31:35-27). El capítulo 29 comienza con la descripción de la experiencia anterior de Job en su relación con Dios en su familia y circunstancias personales (versículos 2-6), luego su antigua posición honorable en la comunidad (versículos 7-10) mientras trabajaba activamente por la justicia (versículos 11-17), seguido de la sección que comprende los versículos 18-20, que muestra la expectativa de Job de una paz duradera, y concluye con un resumen de la antigua prominencia de Job como líder respetado en la comunidad.

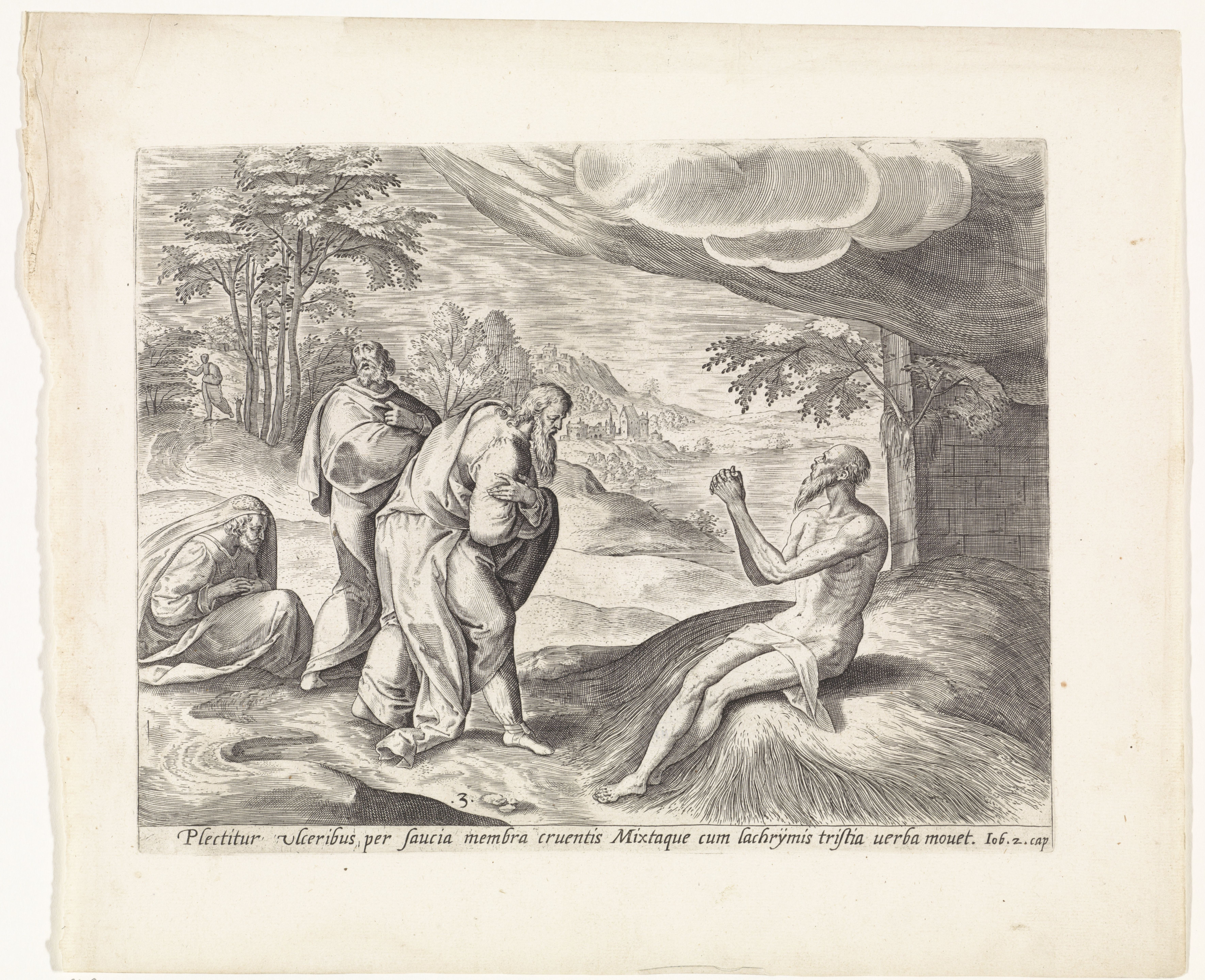
«Job en el montón de estiércol visitado por sus amigos (y su esposa)». De: Thesaurus sacrarum historiarum veteris testamenti, Gerard de Jode, Amberes (1579/1585).

## Las bendiciones, el honor y el papel público que Job tenía antes (29:1-20)
La sección comienza con Job recordando «el día en que Dios velaba por mí», que antepone a su propia prosperidad (versículo 2), a su familia completa (versículo 5) o a sus abundantes bienes materiales (versículo 6), por lo que lo que Job echa desesperadamente de menos es su amistad con Dios. Antes de su sufrimiento, Job gozaba de un perfil público respetado (versículo 7), con gente joven y mayor que reconocía su sabiduría (versículo 8), hasta el punto de que incluso «los príncipes» y «los nobles» dejaban de hablar en cuanto Job empezaba a hablar (versículos 9-10). Hay una lista de las acciones justas de Job en la comunidad, especialmente hacia los pobres y marginados (versículos 12-16), que lo describen como el sabio gobernante de Proverbios (Proverbios 28:4-6. 15-16; 31:4-5). Job describe su expectativa en su vida anterior de una situación pacífica y satisfactoria (versículos 18-20).

### Versículo 6
[Job dijo:] «Cuando mis pasos eran lavados con mantequilla,
y la roca derramaba para mí ríos de aceite».
- «Mantequilla» o «nata» (NKJV) o «cuajada» (cf. Job 21:17).[21]
- «La roca derramaba»: se refiere a los olivos que crecen en suelo rocoso y a los lagares excavados en la roca.[22] Esta es una imagen de la bendición ilimitada de Dios sobre Job (cf. la provisión de YHWH para Israel en Deuteronomio 32:13).[23]

## La prominencia de Job en la comunidad (29:21-25)
Esta sección resume la vida anterior de Job, retomando algunos conceptos de los versículos 7-10, principalmente sobre su posición en la comunidad. Los consejos de Job eran muy respetados, hasta el punto de que solían ser el resultado final de las discusiones, descritos como «definitivos y vivificantes». Sin embargo, Job también se involucraba en la vida de los demás, actuando con auténtico cuidado por las personas.

### Versículo 25
[Job dijo:] «Elegí su camino y me senté como jefe»,
«y viví como un rey entre sus tropas»,
«como quien consuela a los afligidos»».
El último recuerdo que Job tiene de su pasado es cómo era profundamente amado y respetado, como un rey que consuela a los afligidos, en marcado contraste con el trato que le dan ahora sus amigos, cuando él está afligido.

## Comentarios

### De la Iglesia católica

#### A todo el capítulo
Los recuerdos de Job reproducen, en tono poético e idealizado, la etapa de prosperidad relatada en el prólogo. El relato gira en torno a su propia figura: evoca los días en que se sentía amparado por Dios (vv. 1-6) y honrado por todos —jóvenes, ancianos, notables y jefes— (vv. 7-11), quienes reconocían su justicia y su compromiso con los más débiles y necesitados (vv. 12-17). Recuerda también que confiaba en un futuro venturoso (vv. 18-20), respaldado por un prestigio e influencia notables entre la gente (vv. 21-25).
Esta memoria del pasado no expresa gratitud, sino que introduce una queja contra Dios por el abandono que siente, aunque mantiene la fe en Él como único autor tanto de la prosperidad anterior como de la adversidad presente. Los Padres de la Iglesia han interpretado en Job una figura de Cristo sufriente y de la Iglesia herida por herejías y persecuciones a lo largo de la historia. Gregorio Magno comenta que en las palabras de este capítulo Job:

...denuncia lo que ha de venirle a la Santa Iglesia; y por lo que él padece demuestra lo que ella ha de padecer (…). Sucederá que serán tantas las tribulaciones que ha de soportar, que deseará con ansiedad estos tiempos, aunque nosotros los soportamos con trabajo.

#### Al versículo 18
La expresión «En mi nido moriré» utiliza la imagen del nido como símbolo del abrigo y la seguridad familiar, en contraste con la soledad del errante (cfr. Pr 27,8). Job no solo añora la prosperidad material, sino especialmente la cercanía de sus hijos, con quienes esperaba concluir su vida, al modo de los patriarcas. La frase «Numerosos como arena serán mis días», según el texto hebreo, emplea la arena como metáfora habitual en la Biblia para la abundancia de descendencia más que para la longevidad. Por ello, versiones antiguas como la Vulgata tradujeron «como la palmera», árbol conocido por su larga vida. En la tradición judía medieval, algunos comentaristas optaron por «como el ave fénix», aludiendo a la leyenda griega del ave que renace repetidamente de sus cenizas.